# Ranganathan Francis
Ranganathan Francis (15 maart 1920 - 1 december 1975) was een Indiaas hockeyer.
Francis won met de Indiase ploeg driemaal de olympische gouden medaille.

## Resultaten
- 1948  Olympische Zomerspelen in Londen
- 1952  Olympische Zomerspelen in Helsinki
- 1956  Olympische Zomerspelen in Melbourne